# Rocco Dicillo
Rocco Dicillo (Triggiano, 13 aprile 1962 – Isola delle Femmine, 23 maggio 1992) è stato un poliziotto italiano, agente scelto del Reparto Scorte e Tutela della Polizia di Stato. Componente della scorta di Giovanni Falcone, fu ucciso nella strage di Capaci.

## Biografia

### L'attentato
Dicillo viaggiava sul sedile posteriore di una delle tre auto blindate, una Fiat Croma marrone, che riaccompagnavano il magistrato (a bordo della Croma bianca, mentre l'ultima auto blindata era una Fiat Croma azzurra) appena atterrato a Punta Raisi da Roma, a Palermo. L'auto era guidata da Vito Schifani, al cui fianco sedeva Antonio Montinaro.
Nell'esplosione, avvenuta sull'Autostrada A29 all'altezza dello svincolo per Capaci, i tre agenti morirono immediatamente, dato che la loro Croma marrone fu quella investita con più violenza dalla deflagrazione, tanto da essere sbalzata in un oliveto a dieci metri di distanza dalla corsia stradale che percorrevano.
Con la sua scomparsa ha lasciato la sua compagna Alba, con la quale si sarebbe celebrato il matrimonio il 20 luglio successivo.

## Riconoscimenti postumi

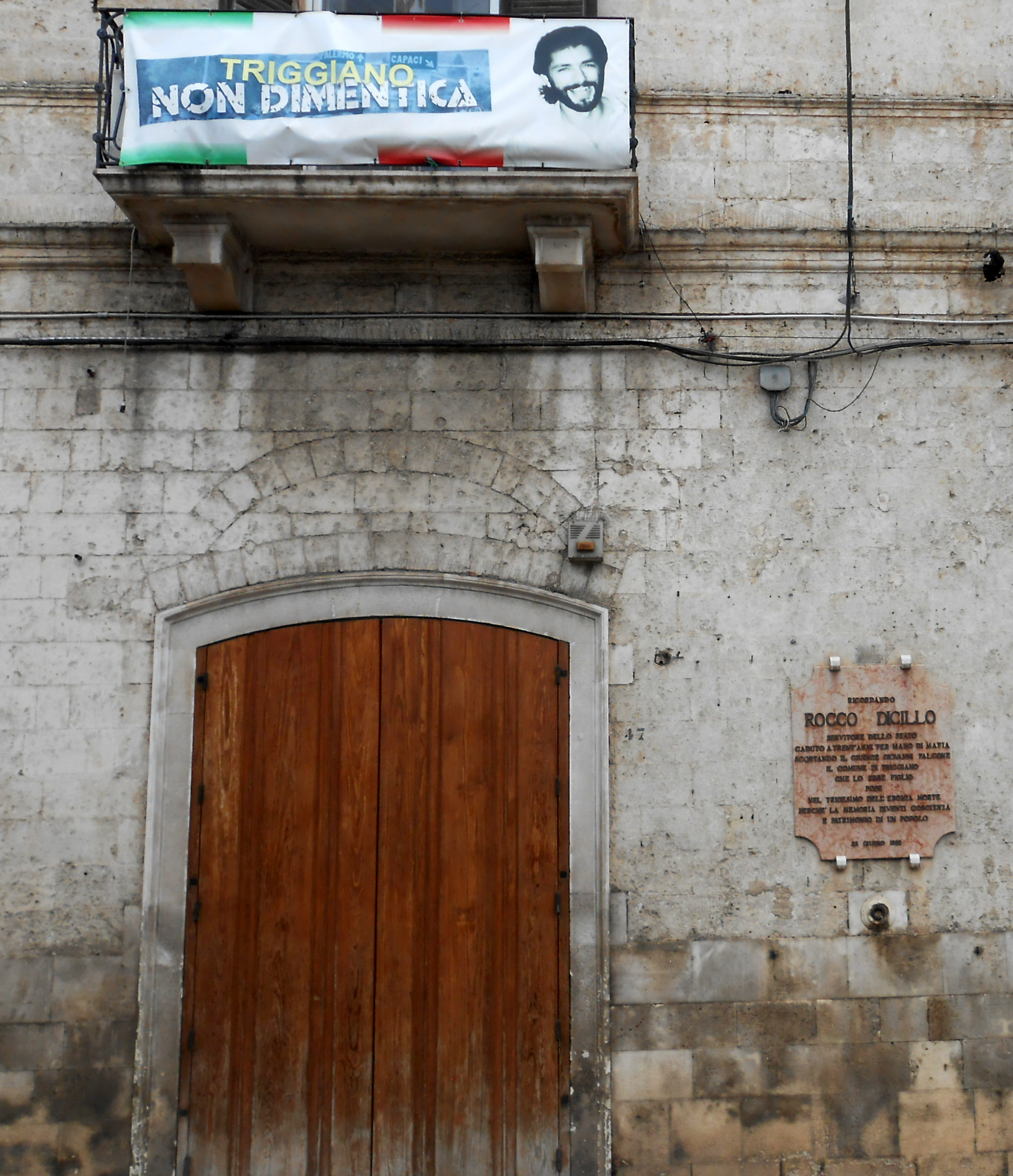
Striscione e targa commemorativa posta sulla facciata del Comune di Triggiano e dedicata a Rocco Dicillo

Rocco Dicillo è seppellito nel cimitero di Triggiano, suo paese natale, che gli ha dedicato una tomba monumentale. Sulla facciata principale del comune triggianese sito in piazza Vittorio Veneto una targa commemorativa in granito rosa, posta trenta giorni dopo la sua morte, ovvero il 23 giugno 1992 ricorda il giovane concittadino con queste paroleː

Gli sono stati intitolati inoltre, una via e un centro culturale polifunzionale.

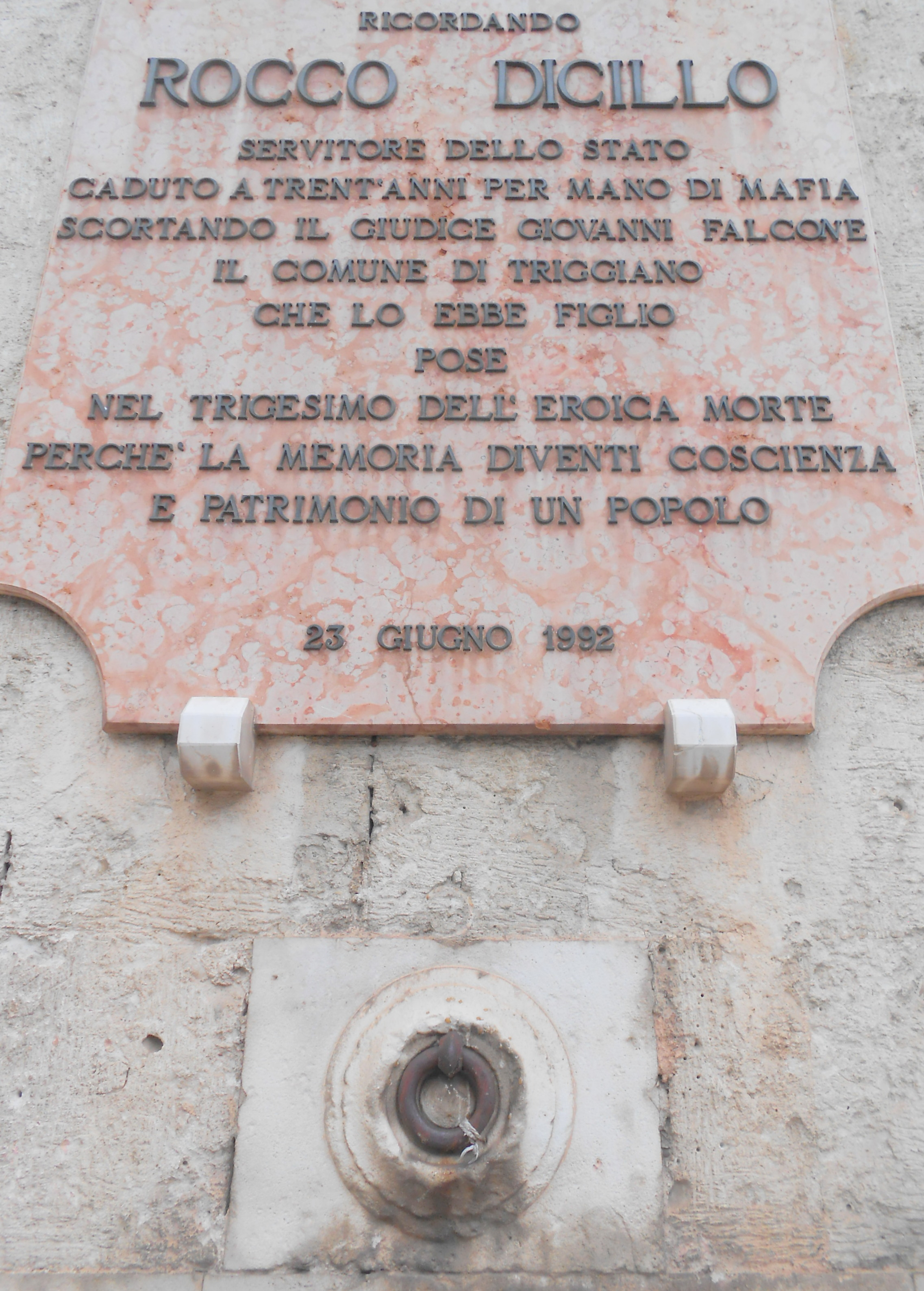
La targa commemorativa

### Ricordo in un film e in un fumetto
LA7 il 18 maggio 2012 ha trasmesso il film Vi perdono ma inginocchiatevi di Claudio Bonivento con soggetto di Rosaria Costa Schifani (moglie dell'agente Vito Schifani) e di Felice Cavallaro. Esso narra della vita dei tre poliziotti della scorta di Giovanni Falcone (Vito Schifani, Antonio Montinaro e Rocco Dicillo) e dei loro familiari, fino alla strage di Capaci con la loro drammatica fine, insieme al giudice e alla moglie. Il ruolo di Rocco Dicillo è stato interpretato dall'attore Lorenzo Roma.
Nel 2016 è stato pubblicato il graphic novel Ragazzi di scorta, Rocco, Vito, Antonio, gli agenti di scorta di Giovanni Falcone, di Ilaria Ferramosca e Gian Marco De Francisco, edito da BeccoGiallo, dedicato alla memoria e all'impegno di Antonio Montinaro, Rocco Dicillo, Vito Schifani. Con i contributi di don Luigi Ciotti, Attilio Bolzoni e Gaetano Curreri degli Stadio. La storia è incentrata principalmente sulle vicende personali e le scelte di vita dei due agenti pugliesi, Rocco e Antonio, al fine di restituire dignità a tutti quegli uomini spesso indicati in maniera generica e riduttiva come "scorta", ruolo dietro al quale si celano identità, nomi e vite vissute con grande coraggio e senso di responsabilità.

## Onorificenze

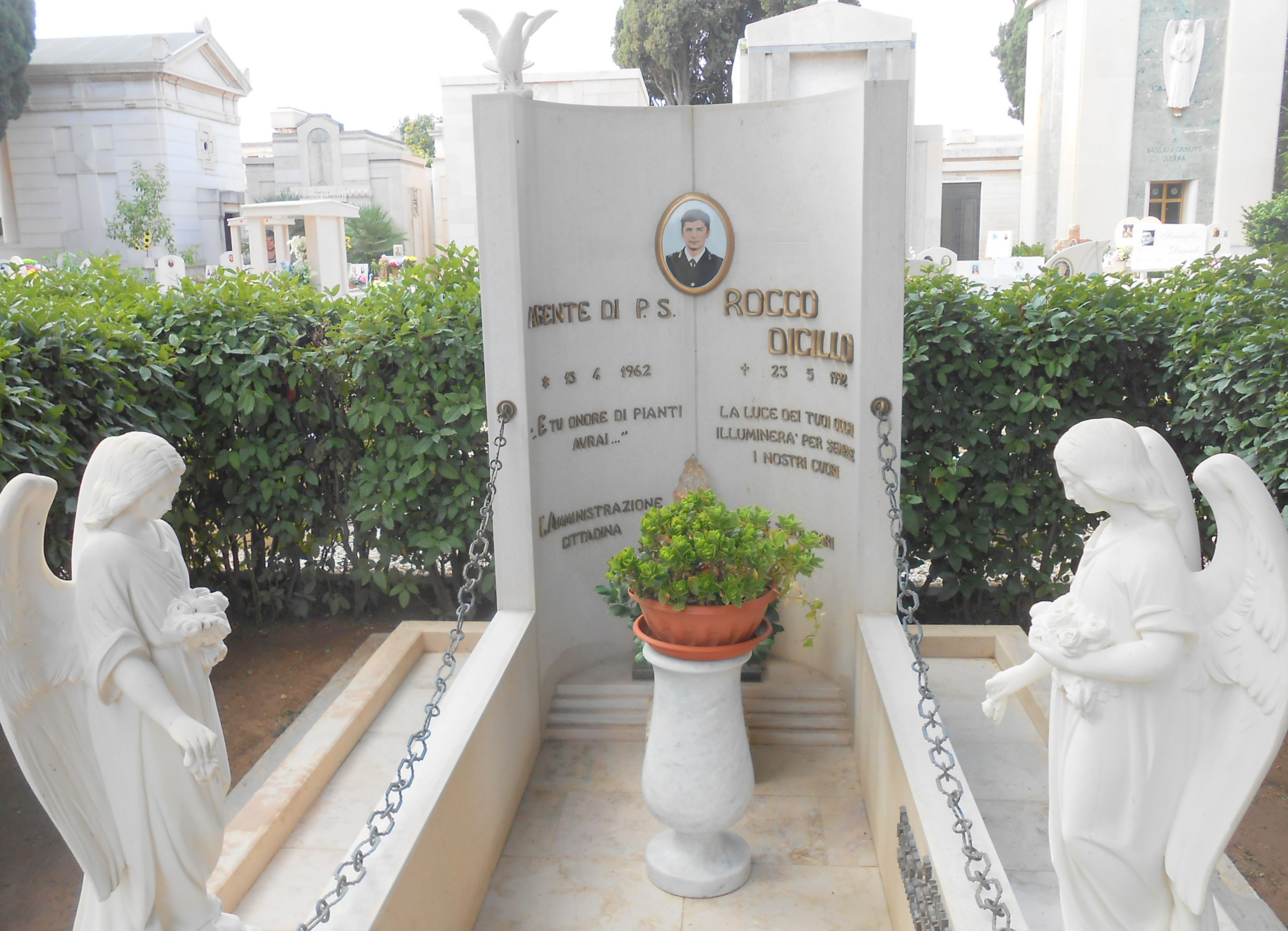
Tomba monumentale nel cimitero di Triggiano dedicata a Rocco Dicillo

- Intitolazione di Via Rocco Dicillo nel quartiere Santa Rita della città di Bari
- Intitolazione di Via Rocco Dicillo nel quartiere Corso Calatafimi della città di Palermo
- Intitolazione di Via Rocco Dicillo nel comune di Noicattaro
- Intitolazione dell'Aula Magna dell'I.T.I.S. "Luigi dell'Erba" di Castellana Grotte (Ba) a Rocco Dicillo; si tratta dell'istituto scolastico frequentato dall'agente scelto.
- Intitolazione di Via Rocco Dicillo nel comune di Triggiano (vicinanze Poste).
- Intitolazione Centro Culturale Polifunzionale nel comune di Triggiano (vicinanze Poste).[2]